# Mentoro (Soko)
Mentoro is een bestuurslaag in het regentschap Tuban van de provincie Oost-Java, Indonesië. Mentoro telt 3720 inwoners (volkstelling 2010).